# Holmes et Yoyo
Holmes et Yoyo (Holmes & Yo-Yo) est une série télévisée américaine en 13 épisodes de 30 minutes, créée par John Astin, Reza Badiyi, Jack Arnold, Leonard Stern, Lee Hewitt et Jack Sher, et diffusée du 25 septembre au 11 décembre 1976, puis les deux derniers épisodes les 1er et 8 août 1977 sur le réseau ABC.
En France, la série a été diffusée le 26 avril 1980 sur TF1 dans l’émission Au plaisir du samedi, puis rediffusée le 19 mars 1984 sur TF1 dans Croque-vacances et le 23 décembre 1987 sur TF1 dans le Club Dorothée.

## Synopsis
Le capitaine Sedford désigne un nouveau coéquipier au policier Holmes : Gregory Yoyonovich, dit Yoyo. Ce qu'ignore Holmes, c'est que Yoyo est un androïde.

## Fiche technique
- Titre original : Holmes and Yo-Yo
- Titre français : Holmes et Yoyo
- Réalisateur : John Astin, Reza Badiyi, Jack Arnold, Leonard Stern, Lee Hewitt, Jack Sher, Jackie Cooper
- Scénaristes : Lee Hewitt, Jack Sher, Earl Barret, Anne sultan, Leonard Stern, Jonathan Kaufer
- Musique : Dick Halligan, Leonard Rosenman (compositeurs du générique)
- Effets spéciaux : Kevin Pike
- Production : Arne Sultan, Leonard Stern
- Sociétés de production : Heyday Productions, Universal Television
- Pays d'origine : États-Unis
- Langue : anglais
- Nombre d'épisodes : 13 (1 saison)
- Durée : 30 minutes
- Dates de première diffusion :
- États-Unis : 25 septembre 1976 sur ABC
- France : 26 avril 1980 sur TF1

## Distribution
- Richard B. Shull (en) (V.F. Jacques Ferrière) : Alex Holmes
- John Schuck (V.F. Jacques Balutin) : Gregory Yoyonovich
- Bruce Kirby (V.F. Philippe Dumat) : capitaine Harry Sedford

## Épisodes
L'ordre français est différent de l'ordre de diffusion américain.
1. Holmes et Yoyo (Holmes and Yoyo - Épisode Pilote)
2. Chien méchant (The K-9 Caper)
3. La Police est sur les dents (The Dental Dynamiter)
4. Chat perché (The Cat Burglar)
5. Le Masque (The Last Phantom)
6. Monnaie de singe (Funny Money)
7. Le Témoin (Key Witness)
8. Vol de diamants (The Thornhill Affair)
9. La Rançon (Dead Duck)
10. Les Otages (The Hostages)
11. Au revoir Bennie (Bye, Bye Bennie)
12. Voyage de noce (Yoyo Takes a Bride)
13. Trafic de platine (Connection, Connection II)

## Autour de la série
- Cette série, qui mêle plusieurs genres (policier, humour, fantastique), a été populaire en France et en Europe et a marqué la mémoire des téléspectateurs malgré le petit nombre de rediffusions. Aux États-Unis, en revanche, la série a été annulée au bout de trois mois.

- Il arrivait à Yoyo de bugger lorsqu'on lui demandait sa précédente affectation. Il restait alors bloqué sur la phrase « à la brigade des jeux », qu'il répétait en continu.

- Si Lee Hewitt et Jack Sher sont les créateurs de la série, Leonard Stern en est également l’un des concepteurs. Ce dernier a notamment été à l’origine de Max la Menace à la fin des années 1960. Le ton n’est pas la seule similitude entre les deux fictions. Au générique des enquêtes loufoques de Max la Menace (joué par Don Adams), le public avait notamment croisé un certain Hymie, prototype d’agent robotisé. Son concept a largement été repris dans Holmes & Yoyo[1].

## Produits dérivés de la série (France)
- Bande dessinée : Holmes et Yoyo - édition Télé Junior
- L'intégrale de la série sort chez Elephant films le 5 octobre 2016 en coffret 3 DVD uniquement en français, sans sous-titres, mais avec suppléments. ASIN B01GW43IDI (il s'agit encore à ce jour (2019) de l'unique édition DVD connue).